# 維珍尼亞海灘
維珍尼亞海灘（英語：Virginia Beach，發音：/vɚˌgɪniʌˈbiːtʃ/）是美國維珍尼亞州南漢普頓錨地的獨立市，位於大西洋和切薩皮克灣之間，南鄰北卡羅萊納州。根據美國2010年人口普查，人口為437,994；虽然该市大部分是郊区，但是仍該州最大的城市，也是全国人口第44多的城市。弗吉尼亚海滩位于大西洋上的切萨皮克湾口，是漢普頓錨地都市区最大的城市。该地区被称为"美国第一地区"，还包括独立市切萨皮克、汉普顿、紐波特紐斯、诺福克、朴次茅斯和萨福克等。
弗吉尼亚海滩是一个度假城市，有数英里的海滩和数百家酒店，汽车旅馆和餐馆沿其海滨。该市每年都举办东海岸冲浪锦标赛，以及北美沙滩足球锦标赛。这里还拥有几个州立公园、几个长期保护的海滩区、军事基地、一些大公司、弗吉尼亚卫斯理大学和瑞金大學、帕特·羅伯遜的基督教广播网（CBN），以及许多历史古迹。亨利角位于切萨皮克湾和大西洋交汇处附近，是英国殖民者首次登陆的地点，他们最终于1607年4月26日定居在詹姆斯敦。弗吉尼亚海滩有三個軍事設施，分別是 NAS Oceana、聯合遠徵基地 (JEB) Little Creek/Fort Story 和 NAS Oceana Dam Neck Annex。辖区内的漢普頓路地區被認為是軍事城鎮。
这座城市被吉尼斯世界纪录列为世界上最长的休闲海滩。弗吉尼亚海滩位于切萨皮克湾隧桥的南端，曾是世界上最长的桥梁隧道综合体，直到2018粵港澳大灣區的港珠澳大橋开通。
弗吉尼亚海滩在《美国新闻与世界报道》2024年发布的“美国最适合居住的城市”中排名第八。

## 姐妹城市
- 英国 班戈
- 日本 宮崎市
- 挪威 莫斯